# 1-Nonacosanol
El 1-Nonacosanol es un alcohol graso con una longitud de 29 átomos de carbono.